# San Longino (Bernini)
Il San Longino è una scultura realizzata da Gian Lorenzo Bernini. Completata nel 1638, e alta oltre quattro metri, l'opera si trova in una delle nicchie (quella nord-orientale) della basilica di San Pietro in Vaticano. Fu commissionata da papa Urbano VIII, grande mecenate e protettore del Bernini.

## Storia

### Commissione
Nel 1627 Bernini sostituì Carlo Maderno come primo architetto per la Basilica di San Pietro ed ebbe supervisione completa su tutti i progetti riguardanti la basilica fino al 1647, tre anni dopo la morte di Urbano VIII. Bernini non soltanto diresse i lavori delle decorazioni interne alla basilica ma fu lui stesso a creare numerose opere, tra cui il San Longino.
L'opera era una delle quattro statue commissionate per le nicchie ricavate dai pilastri che circondano la cupola e l'altare papale, assieme a Sant'Andrea, Sant'Elena e Santa Veronica, rispettivamente realizzate poi da François Duquesnoy, Andrea Bolgi e Francesco Mochi; i quattro soggetti erano tutti legati dal fatto che fossero presenti delle reliquie degli stessi all'interno della basilica. Modelli delle statue furono prodotti da numerosi artisti, tra i quali si può menzionare uno di Sant'Andrea del Bernini. Dopo numerosi dibattiti con il comitato incaricato di selezionare le opere, a Bernini fu commissionato il San Longino e fu pagato 3300 scudi romani, la stessa somma data agli altri artisti selezionati per le altre tre statue.

### Studi preparatori
È probabile che il primo bozzetto - un modello grezzo in terracotta attualmente conservato presso il Fogg Art Museum e datato al 1631 - fu realizzato da Bernini in un momento nel quale stava ancora elaborando la figura per l'opera finale; quest'ultima, infatti, si caratterizza per una composizione diversa rispetto al bozzetto di Harvard: i mutamenti nella progettazione del Baldacchino, il monumentale ciborio collocato sull'altare maggiore, influenzarono anche il San Longino. "Invece di un Cristo risorto - scrive CD Dickerson - il Baldacchino doveva ora culminare con un globo ed una croce. Per questo motivo, come aveva intuito Bernini, non aveva più senso che Longino ammirasse il Baldacchino con sguardo carico di devozione.
Un successivo bozzetto in terracotta, ora a Palazzo Braschi e ritrovato durante degli scavi negli anni Ottanta, è più vicino al risultato finale. Il modello romano è stato tagliato in diverse parti (all'altezza degli arti, del drappeggio e del busto), che corrispondono alle divisioni dei blocchi utilizzati per la statua stessa. Ciò mostra come Bernini utilizzò questo modello per calcolare come i vari blocchi di marmo potessero essere uniti insieme per formare una figura fisicamente robusta e apparentemente completa.
Bernini e i suoi collaboratori pare avessero prodotto numerosi lavori preparatori. L'artista tedesco Joachim von Sandrart aveva contato 22 modelli del San Longino quando visitò la bottega dell'artista nel 1635. Inoltre, esistono altri otto disegni attualmente conservati al Düsseldorf Museum Kunstpalast. Una volta che le parti interessate ebbero trovato un accordo per il progetto finale, Bernini cominciò a lavorare sulla scultura vera e propria, impiegando circa tre anni per completare il lavoro.

### Contesto storico
Cominciato nel 1545, il Concilio di Trento ebbe un forte impatto sull'arte del XVI e del XVII secolo. Il Concilio, che riaffermò la dottrina cattolica in risposta alla riforma protestante, chiarì anche quali elementi dovessero essere presi in considerazione nella realizzazione di opere d'arte a tema religioso. Si stabilì che le opere avrebbero dovuto rappresentare gli aspetti chiave del cattolicesimo, inclusi i santi e i sacramenti. L'arte prodotta in questo periodo sarebbe dovuta essere chiara, accurata, mostrare decoro e avere comprensibilità emotiva. Nel realizzare ogni opera d'arte avente come protagonista un soggetto religioso, quindi anche nel caso del San Longino, bisognava rispettare queste linee guida.

### Contesto religioso
Longino era il soldato romano, cieco o afflitto da un grave disturbo agli occhi, che trafisse il costato di Gesù crocifisso. In seguito a tale evento, si presume si sia convertito al cristianesimo, identificando Gesù come il Figlio di Dio. Divenuto cristiano, Longino fu curato dalla cecità, riacquistando di conseguenza la vista, sperimentando non solo un risveglio spirituale ma anche quello fisico.

## Descrizione

### Composizione
Bernini cattura il momento esatto nel quale Longino sperimenta il suo risveglio spirituale. Il suo volto guarda verso il cielo con la bocca semiaperta per indicare il suo rinnovamento dello spirito. La lancia sacra è spostata di lato, mentre la sua armatura militare si trova a terra, accanto ai suoi piedi, per simboleggiare la sua rinuncia alla carriera di soldato. Longino, con le braccia tese, riceve la luce divina; in concreto, la statua è realmente illuminata dai raggi solari, grazie alla luce che penetra dalle finestre della basilica.

### Stile
Bernini è noto per la capacità che i suoi soggetti hanno di trasmettere risvegli spirituali o rinnovamenti psicologici. In aggiunta, il modo in cui raffigura il tessuto di un soggetto è spesso interpretato per far sì che sia esaltata la drammaticità della scena. L'abito di Longino si attorciglia e volteggia attorno alla sua figura con grande intensità, quasi a rappresentare in maniera effettiva il momento di conversione di Longino alla fede cristiana. Il panneggio fluttuante suggerisce anche un altro importante tratto della scultura barocca e del Bernini in particolare, ossia il movimento. Lo scultore, infatti, ha ideato l'opera come se lo spettatore si fosse imbattuto in san Longino esattamente nel momento della sua trasformazione spirituale, come se quell'istante fosse cristallizzato: per questo motivo il tessuto si muove in un modo che altrimenti sarebbe stato irreale.
Il Bernini ha anche elevato l'intensità della scena modellando la scultura in modo da creare contrasti di luce e ombre. Uno degli elementi più rilevanti del Barocco è il chiaroscuro, che serve ad aumentare il carattere drammatico dell'opera. L'artista si è servito di due tecniche scultoree per accentuare questi contrasti e il pathos del San Longino. Utilizzando uno scalpello ad artiglio, Bernini è stato in grado di riprodurre motivi grafici grandi e piccoli lungo tutta la figura, riuscendo ad ottenere un effetto di ombreggiatura che solitamente si ha nei disegni. Diverse aree della statua, in particolar modo quelle del panneggio, sono profondamente scolpite per creare ulteriore contrasto. Queste due tecniche hanno permesso di avere ombre più marcate, che mettono in risalto il marmo bianco; i due elementi giustapposti migliorano quindi l'elemento drammatico.

#### Fisionomia

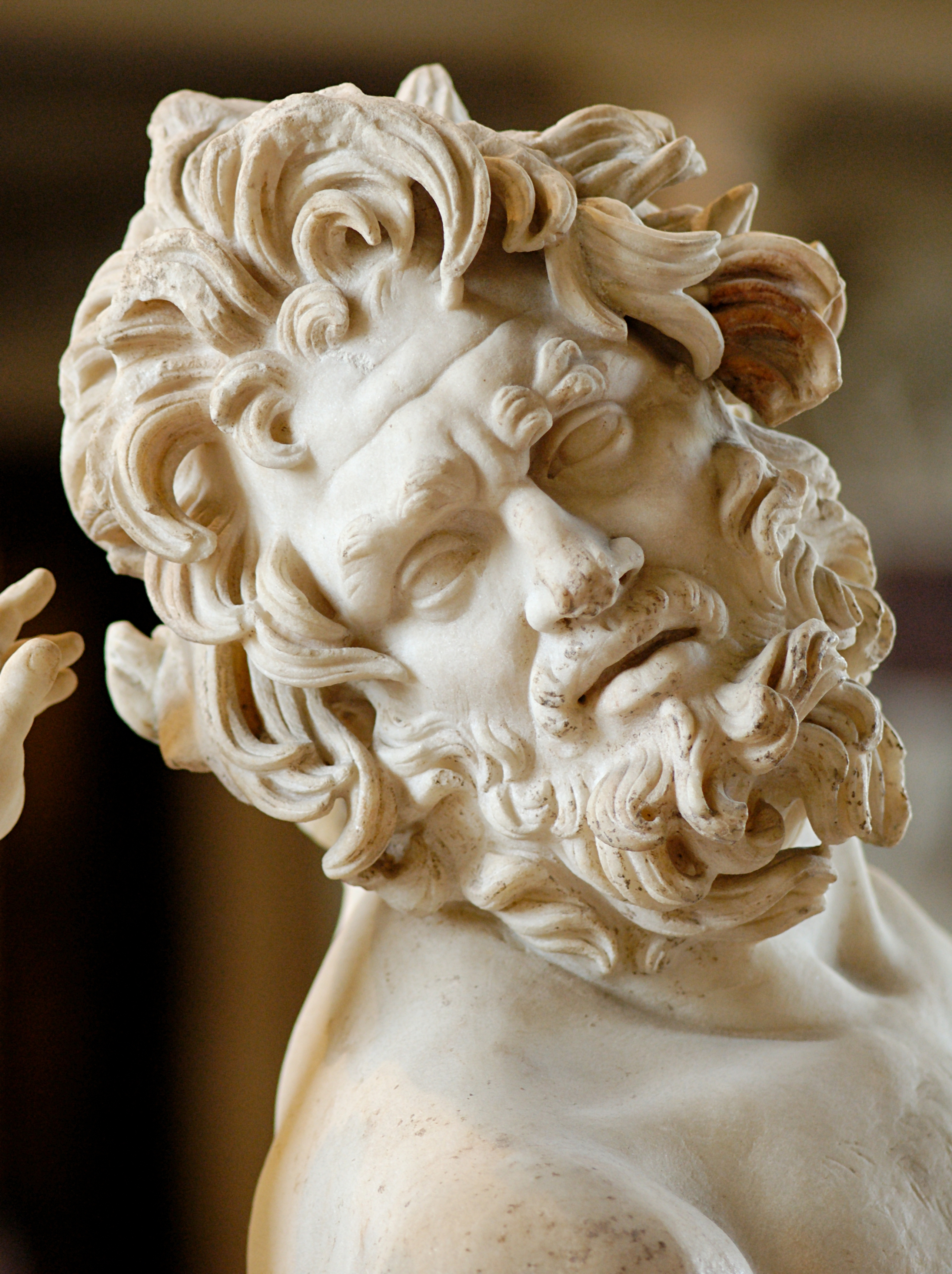
Centauro cavalcato da Amore, anche detto Centauro Borghese, Museo del Louvre.

Manipolare l'espressione facciale di un soggetto per trasmettere il suo stato d'animo interiore e la sua personalità era una tecnica comune al Bernini e a diversi altri rappresentanti del Barocco. Nel 1593, l'accademico e iconografo Cesare Ripa pubblicò Iconologia overo Descrittione Dell'imagini Universali cavate dall'Antichità et da altri luoghi, enciclopedia dove viene trattata anche la disciplina pseudoscientifica della fisiognomica. Quest'ultima divenne molto popolare nel XVII secolo e fu adoperata dagli artisti barocchi. Lo sguardo rivolto verso l'alto e la bocca socchiusa sono un esempio di fisiognomica, in particolare il risveglio del suo spirito. Un altro esempio dello stesso tipo può essere individuato nell'Estasi di Santa Teresa d'Avila, dove la santa guarda il cielo con la bocca parzialmente aperta, al pari del Longino. La realizzazione della testa del santo trae sicuramente forte ispirazione da un modello ellenistico, il Centauro Borghese, attualmente conservato al Museo del Louvre.

#### Riferimenti al cattolicesimo
Quando Longino trafisse il costato di Cristo ne uscirono al contempo sangue e acqua. Tale unione simboleggia l'Eucaristia e il battesimo, sacramenti cattolici, importanti elementi durante la Controriforma. Scegliendo di rappresentare San Longino con la lancia, Bernini fa riferimento a queste due credenze cattoliche.

## Riproduzioni dell'opera
Un'incisione di H Frezza, realizzata nel 1696, è tuttora presente presso la Wellcome Library di Londra.